# Склерит (экзоскелет членистоногих)

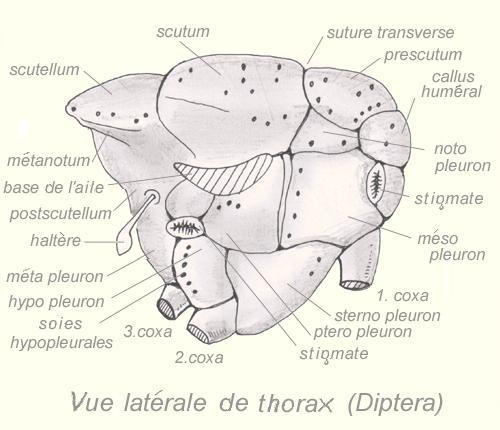
Стенки грудных сегментов двукрылых вторично подразделены на множество склеритов.

Склериты — плотные участки кутикулы у членистоногих. Соединены между собой эластичными мембранами, обеспечивающими взаимную подвижность склеритов. Выполняют защитную функцию, предохраняя от механических повреждений, и служат скелетными элементами, к которым крепятся мышцы. В базовой схеме каждый свободный сегмент тела членистоногого покрывают 4 склерита: тергит (спинная сторона тела), стернит (брюшная) и два плейрита (боковые).